# Гоумленд (Каліфорнія)
Гоумленд (англ. Homeland) — переписна місцевість (CDP) в США, в окрузі Ріверсайд штату Каліфорнія. Населення — 6772 особи (2020).

## Географія
Гоумленд розташований за координатами 33°44′45″ пн. ш. 117°6′48″ зх. д. / 33.74583° пн. ш. 117.11333° зх. д. (33.745879, -117.113242).  За даними Бюро перепису населення США в 2010 році переписна місцевість мала площу 11,06 км², уся площа — суходіл.

## Демографія
Згідно з переписом 2010 року, у переписній місцевості мешкало 5969 осіб у 1964 домогосподарствах у складі 1351 родини. Густота населення становила 540 осіб/км².  Було 2262 помешкання (205/км²).
Расовий склад населення:
| - 62,4 % — білих - 2,2 % — чорних або афроамериканців - 1,4 % — корінних американців - 0,8 % — азіатів - 0,3 % — вихідців з тихоокеанських островів - 28,0 % — осіб інших рас |

До двох чи більше рас належало 4,9 %. Частка іспаномовних становила 52,1 % від усіх жителів.
За віковим діапазоном населення розподілялося таким чином: 27,7 % — особи молодші 18 років, 54,7 % — особи у віці 18—64 років, 17,6 % — особи у віці 65 років та старші. Медіана віку мешканця становила 36,1 року. На 100 осіб жіночої статі у переписній місцевості припадало 102,0 чоловіків;  на 100 жінок у віці від 18 років та старших — 96,1 чоловіків також старших 18 років.
Середній дохід на одне домашнє господарство  становив 43 869 доларів США (медіана — 33 457), а середній дохід на одну сім'ю — 51 759 доларів (медіана — 39 092). Медіана доходів становила 30 963 долари для чоловіків та 32 953 долари для жінок. За межею бідності перебувало 26,6 % осіб, у тому числі 41,9 % дітей у віці до 18 років та 9,1 % осіб у віці 65 років та старших.
Цивільне працевлаштоване населення становило 2145 осіб. Основні галузі зайнятості: будівництво — 19,9 %, виробництво — 15,1 %, транспорт — 11,0 %, науковці, спеціалісти, менеджери — 10,7 %.